# Tacht-e Sulejmán
Tacht-e Sulejmán (persky تخت سليمان) je archeologická lokalita v Íránu, asi 400 kilometrů západně od Teheránu. Počátky zdejších staveb sahají až do 5. století př. n. l. Tacht-e Sulejmán byl důležitým střediskem Sásánovců i zoroastrismu a zahrnuje cenné pozůstatky staveb.
Od roku 2003 je lokalita zapsáná na seznamu světového dědictví UNESCO.